# Lambert Jacob-Makoy
Lambert Jacob-Makoy (Lieja, 12 de noviembre de 1790 - 4 de marzo de 1873) fue un botánico y profesor belga.

## Eponimia
Especies
- (Acanthaceae) Dipteracanthus makoyanus (Closon) Boom[1]
- (Bromeliaceae) Cryptanthus makoyanus Baker[2]
- (Amaryllidaceae) Crinum makoyanum Carrière[3]
- (Anthericaceae) Anthericum makoyanum Regel[4]
- (Araceae) Anthurium makoyanum Hort. ex Gentil[5]
- (Araceae) Arisaema makoyanum Kunth[6]
- (Cactaceae) Epiphyllum makoyanum C.Pynaert[7]
- (Orchidaceae) Bulbophyllum makoyanum Ridl. ex Rchb.f.[8]
- (Orchidaceae) Chysis makoyi Heynh.[9]
- (Podocarpaceae) Podocarpus makoyi (Blume) Hort. ex Parl.[10]